# Proscomidia armenească
Proscomidia în Biserica Armenească are loc în skevofilakion (încăpere anexată bisericii), după care pâinea e adusă în biserică unde asupra ei urmează să fie citite rugăciuni de sfințire de către episcop ori preot.
Armenii utilizează azimă (să nu se confunde cu ostia romano-catolicilor), adică pâine nedospită, ceea ce din punct de vedere ortodox constituie o eroare dogmatică.